# Tonnenkilometrischer Minimalpunkt
Der tonnenkilometrische Minimalpunkt ist ein Begriff aus der Volkswirtschaftslehre. Er ist derjenige Punkt zwischen Fundort der zur Produktion benötigten Güter und Konsumort der Produkte, an dem die Gesamttransportkosten am niedrigsten sind.
Bei dieser Definition nach Alfred Weber wird u. a. ein einheitliches Transportsystem vorausgesetzt, so dass die Transportkosten proportional zur Entfernung und zum Gewicht der Güter sind. In die Berechnung geht auch die Art der zur Produktion benötigten Güter ein: Es können solche sein die überall vorkommen wie z. B. Luft oder Wasser, oder solche, die mit dem vollständigen Gewicht in die Produktion eingehen, wie z. B. Mineralwasser.
Der tonnenkilometrische Minimalpunkt ist heutzutage weitgehend irrelevant, da die Transportsysteme nicht einheitlich sind und die Arbeitskräfte als mobil und begrenzt angesehen werden.